# Cañones del parque San Pedro de los Arcos (Oviedo)

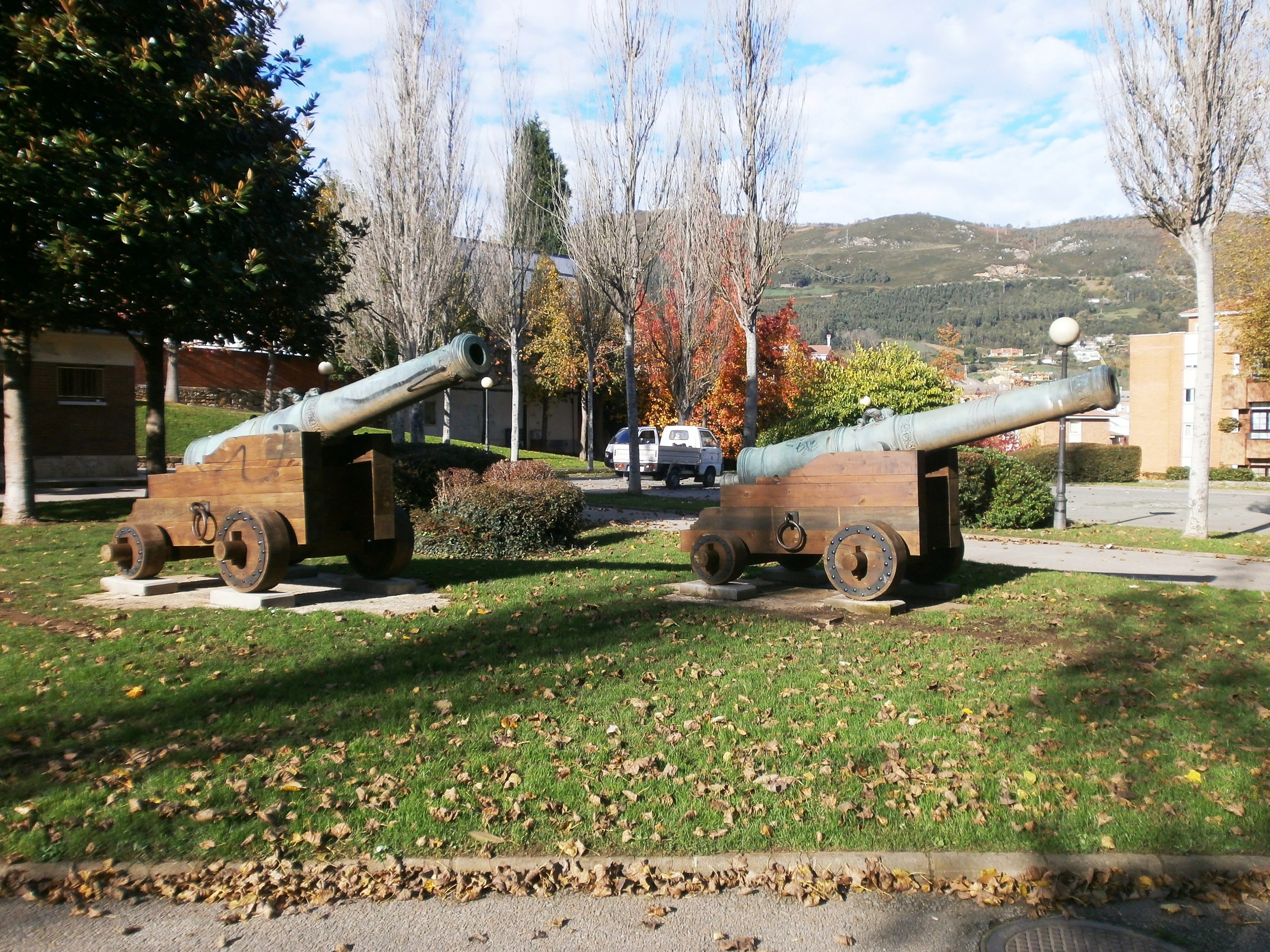

La escultura urbana conocida por el nombre Cañones del parque San Pedro de los Arcos, ubicada en una pequeña zona de recreo, a cuya espalda se alza la historicista iglesia de San Pedro de los Arcos, obra realizada por Luis Bellido a principios del siglo XX, en la ciudad de Oviedo, Principado de Asturias, España, es una de las más de un centenar que adornan las calles de la mencionada ciudad española.
El paisaje urbano de esta ciudad, se ve adornado por  obras escultóricas, generalmente monumentos conmemorativos dedicados a personajes de especial relevancia en un primer momento, y más puramente artísticas desde finales del siglo XX.
Los cañones, hechos en bronce, durante el siglo XVIII, de 24 libras fueron  fundidos en Sevilla, durante el reinado de Felipe V.